# Del Rio (Texas)
Del Rio ist die Bezirkshauptstadt und Sitz der Countyverwaltung (County Seat) des Val Verde County im US-Bundesstaat Texas in den Vereinigten Staaten. Das U.S. Census Bureau hat bei der Volkszählung 2020 eine Einwohnerzahl von 34.673 ermittelt.

## Geographie
Die Stadt liegt in der südöstlichen Ecke des Countys im Südwesten von Texas am Rio Grande an der Grenze zu Mexiko, gegenüber der mexikanischen Stadt Ciudad Acuña und hat eine Gesamtfläche von 40,0 km².

## Geschichte
Die Gründung der Stadt geht zurück auf spanische Einwanderer, die von Mexiko über den Rio Grande kamen und hier siedelten. Der damalige Name der Ansiedlung war San Felipe del Río. Die Besiedlung durch US-Amerikaner begann erst nach dem Amerikanischen Bürgerkrieg. 1883 wurde das erste Postbüro eröffnet und der Name in Del Rio geändert. 1885 wurde das Val Verde County gebildet und Del Rio wurde Sitz der Countyverwaltung. 1963 bis 1969 wurde 19 km nordwestlich der Stadt die Amistad-Talsperre gebaut.
Seit dem schweren Erdbeben am 14. August 2021 in Haiti versuchen viele Haitianer, illegal über die Grenze von Mexiko in die USA zu gelangen. Auch wirtschaftliche Folgen der COVID-19-Pandemie treiben viele Migranten dazu, dies zu versuchen. Über 10.000 Menschen (Stand Mitte September 2021) campieren unter einer Straßenbrücke, die über den Grenzfluss führt.

## Demografische Daten
Nach der Volkszählung im Jahr 2000 lebten hier 33.867 Menschen in 10.778 Haushalten und 8.514 Familien. Die Bevölkerungsdichte betrug 846,9 Einwohner pro km2. Ethnisch betrachtet setzte sich die Bevölkerung zusammen aus 77,08 % weißer Bevölkerung, 1,21 % Afroamerikanern, 0,70 % amerikanischen Ureinwohnern, 0,49 % Asiaten, 0,06 % Bewohnern aus dem pazifischen Inselraum und 17,79 % aus anderen ethnischen Gruppen. Etwa 2,68 % waren gemischter Abstammung und 81,04 % der Bevölkerung waren spanischer oder lateinamerikanischer Abstammung.
Von den 10.778 Haushalten hatten 42,0 % Kinder unter 18 Jahre, die im Haushalt lebten. 59,3 % davon waren verheiratete, zusammenlebende Paare. 15,8 % waren allein erziehende Mütter und 21,0 % waren keine Familien. 18,7 % aller Haushalte waren Singlehaushalte und in 8,4 % lebten Menschen, die 65 Jahre oder älter waren. Die Durchschnittshaushaltsgröße betrug 3,09 und die durchschnittliche Größe einer Familie belief sich auf 3,56 Personen.
31,7 % der Bevölkerung waren unter 18 Jahre alt, 8,8 % von 18 bis 24, 27,6 % von 25 bis 44, 20,2 % von 45 bis 64, und 11,7 % die 65 Jahre oder älter waren. Das Durchschnittsalter war 32 Jahre. Auf 100 weibliche Personen aller Altersgruppen kamen 94,0 männliche Personen. Auf 100 Frauen im Alter von 18 Jahren und darüber kamen 89,6 Männer.

Das jährliche Durchschnittseinkommen eines Haushalts betrug 27.387 USD, das Durchschnittseinkommen einer Familie 30.788 USD. Männer hatten ein Durchschnittseinkommen von 27.255 USD und Frauen von 17.460 USD. Das Prokopfeinkommen betrug 12.199 USD. 27,0 % der Bevölkerung und 22,9 % der Familien lebten unterhalb der Armutsgrenze. Davon waren 35,8 % Kinder und Jugendliche unter 18 Jahren und 26,4 % waren 65 oder älter.

## Söhne und Töchter der Stadt
- Jeremy Silman (1954–2023), Schachspieler, -lehrer und -autor
- Radney Foster (* 1959), Country-Sänger und Songwriter
- Lance Blanks (1966–2023), Basketballspieler der NBA
- Todd Hays (* 1969), Bobfahrer
- Tara Nott (* 1972), Gewichtheberin